# Nokia 6290
Il Nokia 6290 è uno smartphone prodotto dall'azienda finlandese Nokia e messo in commercio nel 2006.

## Caratteristiche
- Dimensioni: 94 x 50 x 20.8 mm
- Massa: 115 g
- Risoluzione display interno: 320 x 240 pixel a 16 milioni di colori
- Risoluzione display esterno: 128 x 160 pixel a 262 000
- Durata batteria in conversazione: 3.5 ore
- Durata batteria in standby: 288 ore (12 giorni)
- Memoria: 45 MB espandibile fino a 2 GB con MiniSD
- Bluetooth e USB
- È dotato di fotocamera, flash e zoom 4x

## Kit d'acquisto
- Batteria
- Manuale
- Caricabatteria da viaggio
- Auricolare
- Software